# Бехтери (Пустошенское сельское поселение)
Бехтери — деревня в Оричевском районе Кировской области в составе Пустошенского сельского поселения.

## География
Расположена на расстоянии примерно 9 км по прямой на юг от райцентра поселка Оричи.

## История
Известна с 1802 года как деревня Бехтеревская с 10 дворами. В 1873 году здесь (деревня Бехтеревская или Бехтери) было дворов 16 и жителей 127, в 1905 17 и 92, в 1926 21 и 83, в 1950 21 и 83, в 1989 оставалось 12 жителей.

## Население
Постоянное население  составляло 7 человек (русские 100%) в 2002 году, 11 в 2010.